# ヒペロシド
ヒペロシド (hyperoside) は有機化合物の一つ。クェルセチンの3-O-ガラクトシドである。ヒペロシドは、モウセンゴケ (Drosera rotundifolia)、イヌゴマ属 (Stachys) 植物、ウツボグサ (Prunella vulgaris)、ヒメスイバ (Rumex acetosella)、ハマネナシカズラ (Cuscuta chinensis) 種子、セイヨウオトギリ、カンレンボク (Camptotheca acuminata) から単離される医学的に活性な化合物である。
ノビレダイオウ (Rheum nobile) およびカラダイオウ (Rheum rhaponticum) では、ヒペロシドは苞葉における紫外線を遮断する物質として機能している。
ヒペロシドはPC12細胞において抗酸化活性を示す。